# El Sauce de Porcuya
El Sauce de Porcuya es un caserío peruano ubicado en el distrito de Huarmaca, perteneciente a la provincia de Huancabamba del departamento de Piura, al norte del Perú. 

## Ubicación
El Sauce de Porcuya se ubica al sureste de la provincia de Huancabamba, en el distrito de Huarmaca, en el departamento de Piura.

## Demografía
En 2017 El Sauce de Porcuya tenía una población de 71 habitantes.